# Kim Jong-su
Kim Jong-su (Hangul: 김정수; Hanja: 金鐘秀) é um atirador norte-coreano que competiu em duas edições dos Jogos Olímpicos. Em Atenas 2004 ele conquistou o bronze na prova da pistola livre 50 m e terminou no oitavo lugar na pistola de ar 10 m. Em Pequim 2008, ele havia conquistado uma medalha de prata na pistola livre 50 m e um bronze na pistola de ar 10 m, mas perdeu suas duas medalhas após seu teste anti-doping ter tido resultado positivo para propanolol. Ele também é dono de duas medalhas de bronze e uma de prata em Jogos Asiáticos, uma prata no Mundial de 2006 e um bronze e uma prata em Copas do Mundo.